# درون‌مرزتباران
درون‌مُرزتباران (نام علمی: Entoprocta) شاخه‌ای از سلسلهٔ جانوران است با دهان و مخرجی که درون تاجیانهٔ lophophore شاخکی قرار دارد و بدنی جام‌شکل و ظاهری شبیه به گزنده‌تباران Cnidaria که به کمک مژه از ذرات بسیار ریز تغذیه می‌کند؛ طول آنها حداکثر ۵ میلی‌متر است.
برای این شاخه از جانوران، نام خم‌پذیران Kamptozoa هم استفاده شده‌است.